# Панарин, Евгений Фёдорович
Евгений Фёдорович Панарин (род. 17 января 1938, Чкалов) — советский и российский химик, специалист в области химии высокомолекулярных соединений, член-корреспондент АН СССР (1990), член-корреспондент РАН (1991). Заслуженный изобретатель Российской Федерации (2002).

## Биография
Родился 17 января 1938 года в Оренбурге.
В 1960 году с отличием окончил Ленинградский технологический институт имени Ленсовета.
С 1963 года работал в Институте высокомолекулярных соединений АН СССР / РАН, пройдя путь от младшего научного сотрудника до директора института.
В 1964 году защитил кандидатскую, а в 1979 году — докторскую диссертацию.
С 1987 по 2015 годы — директор Института высокомолекулярных соединений АН СССР / РАН.
В 1990 году избран членом-корреспондентом АН СССР, в 1991 году стал членом-корреспондентом РАН и присвоено учёное звание профессора.

## Основные работы
Книги
- Афиногенов Г. Е., Панарин Е. Ф. Антимикробные полимеры. Спб.: Гиппократ, 1993. 264 с.
- Калниньш К. К., Панарин Е. Ф. Возбужденные состояния в химии полимеров. СПб.: ИПЦ СПГУТД, 2007. 476 с.
- Панарин Е. Ф., Лавров Н. А., Соловский М. В. Шальнова Л. И. Полимеры — носители биологически активных веществ. СПб.: ЦОП Профессия, 2014. 304 с.

Статьи
- Принципы синтеза полимерных биологически активных веществ // Синтез, структура и свойства полимеров. Ленинград: Наука, 1989. С. 187—198.
- N-виниламиды и полимеры на их основе — носители биологически активных веществ // Известия Академии наук, Серия химическая. 2015. № 1. С. 15-23.
- Биологически активные полимерные наносистемы. Известия академии наук. Сер. Хим. 2017. № 10. С. 1812—1820.

## Награды
- Орден Дружбы народов
- Заслуженный изобретатель Российской Федерации (2002)[1]
- Премия Правительства Санкт-Петербурга им. Д. И. Менделеева в области химических наук (2006)
- Почётная грамота Президента Российской Федерации (5 февраля 2024 года) — за заслуги в развитии отечественной науки, многолетнюю плодотворную деятельность и в связи с 300-летием со дня основания Российской академии наук[3]
- Премия им. С. Н. Ковалёва СПбО РАН за изобретение современной наклейки для герметизации грудной клетки при проникающих ранениях груди и устранения открытого и напряжённого пневмоторакса; разработку технологии производства и запуска серийного производства на базе отечественного сырья и материалов[4].